# M.O.N.T
M.O.N.T (tiếng Hàn: 몬트) là một nhóm nhạc nam thần tượng của Hàn Quốc đã ký hợp đồng với FM Entertainment. Nhóm là một bộ ba bao gồm trưởng nhóm Narachan, rapper Roda, và giọng ca chính Bitsaeon. Vào năm 2017, M.O.N.T đã phát hành đĩa đơn kỹ thuật số "Sorry" và là thí sinh trong chương trình truyền hình sinh tồn thực tế Mix Nine của JTBC. Nhóm đã phát hành các mini-album Going Up và Awesome Up! vào năm 2019.

## Lịch sử
M.O.N.T là từ viết tắt của Member of National Team (tạm dịch: Thành viên của Đội tuyển Quốc gia), cho thấy tham vọng trở thành đại diện của K-pop. Nhóm bao gồm ba thành viên có nguyên quán ở đảo Ganghwa. Các thành viên lấy nghệ danh là những từ thuần Hàn: Narachan (tiếng Hàn: 나라찬), Roda (tiếng Hàn: 로다) và Bitsaeon (tiếng Hàn: 빛새온). M.O.N.T đã phát hành đĩa đơn "Sorry" vào ngày 21 tháng 5 năm 2017, một bản phát hành trước khi ra mắt. Các thành viên đã thi đấu riêng trong chương trình sinh tồn thực tế Mix Nine của JTBC. Sau khi tham gia chương trình, nhóm đã tổ chức các buổi hòa nhạc ở nước ngoài cho năm sau. M.O.N.T đã phát hành mini-album đầu tiên của họ Going Up và đĩa đơn "Will You Be My Girlfriend?" vào ngày 4 tháng 1 năm 2019, đánh dấu sự ra mắt chính thức của họ. Họ đã tổ chức một buổi giới thiệu album vào cùng một ngày. Từ tháng 3 đến tháng 5, M.O.N.T bắt đầu chuyến lưu diễn vòng quanh thế giới, nơi họ biểu diễn tại 16 thành phố ở 11 quốc gia.
Giữa tranh chấp thương mại Nhật Bản Hàn Quốc năm 2019, video âm nhạc của M.O.N.T cho đĩa đơn mang tinh thần yêu nước "Daehan Minguk Mansae" ("Hàn Quốc muôn năm") đã được tải lên hai ngày trước Ngày Giải phóng Quốc gia Triều tiên. Lời bài hát  sử dụng các từ tiếng thuần Hàn thuần và được các thành viên viết và thể hiện tinh thần chống Nhật. M.O.N.T là nhóm nhạc thần tượng đầu tiên quay video âm nhạc trên đảo Liancourt (được gọi là Dokdo ở Bán đảo Triều Tiên), một nhóm đảo nhỏ bị tranh chấp lãnh thổ giữa Hàn Quốc và Nhật Bản. Doanh số bài hát trên các cửa hàng âm nhạc trực tuyến đã được quyên góp cho "hậu duệ của những người đã có đóng góp cho quốc gia". M.O.N.T đã phát hành mini-album thứ hai Awesome Up! và kèm theo đĩa đơn "Rock Paper Scissors" vào ngày 25 tháng 8. Roda thiết kế tác phẩm nghệ thuật trên ảnh áo khoác của album. Bộ ba đã phát hành "The Korean Island Dokdo" ngay trước Ngày Dokdo, tiếp theo là video âm nhạc cho ca khúc vào đúng ngày lễ này.

## Phong cách âm nhạc
M.O.N.T đã nói R.ef và Pentagon là những hình mẫu của họ. Album đầu tay của M.O.N.T bao gồm nhạc dance, pop ballad và các bản nhạc acoustic.

## Thành viên
| Nghệ danh | Nghệ danh | Tên khai sinh  | Tên khai sinh | Ngày sinh        | Vị trí               |
| Latinh    | Hangul    | Latinh         | Hangul        | Ngày sinh        | Vị trí               |
| --------- | --------- | -------------- | ------------- | ---------------- | -------------------- |
| Bitsaeon  | 빛새온    | Kim Sang-yeon  | 김상연        | 4 tháng 6, 1995  | Hát chính            |
| Narachan  | 나라찬    | Jung Hyun-woo  | 정현우        | 23 tháng 9, 1996 | Trưởng nhóm, hát dẫn |
| Roda      | 로다      | Shin Joong-min | 신중민        | 19 tháng 9, 1998 | Rapper, maknae       |

## Danh sách đĩa nhạc

### Mini-album
| Tựa đề      | Chi tiết album                                                                             | Vị trí cao nhất | Doanh số        |
| Tựa đề      | Chi tiết album                                                                             | Hàn Quốc        | Doanh số        |
| ----------- | ------------------------------------------------------------------------------------------ | --------------- | --------------- |
| Going Up    | - Phát hành: ngày 4 tháng 1 năm 2019 - Hãng đĩa: FM, Kakao M - Định dạng: CD, tải nhạc số  | 61              | - Hàn Quốc: 824 |
| Awesome Up! | - Phát hành: ngày 25 tháng 8 năm 2019 - Hãng đĩa: FM, Kakao M - Định dạng: CD, tải nhạc số | 49              | - Hàn Quốc: 500 |

### Đĩa đơn
| Năm  | Tựa đề                                                        | Album                         |
| ---- | ------------------------------------------------------------- | ----------------------------- |
| 2017 | "Sorry"                                                       | Going Up                      |
| 2019 | "Will You Be My Girlfriend?" (사귈래 말래; Sagwillae Mallae)  | Going Up                      |
| 2019 | "Daehan Minguk Mansae" (대한민국만세; Daehan Minguk Manse)    | Đĩa đơn không nằm trong album |
| 2019 | "Rock Paper Scissors" (가위바위보; Gawibawibo)                | Awesome Up!                   |
| 2019 | "The Korean Island Dokdo" (독도는 우리땅; Dokdoneun Urittang) | Đĩa đơn không nằm trong album |